# Lauren Egea
Lauren Egea Acame (Alicante, España, 8 de enero de 1996) es un futbolista español que juega de defensa y actualmente juega en el Praviano.

## Trayectoria
Lauren Egea nació en Alicante, Valencia. Se unió a las bases del Hércules CF en el 2007, con 11 años.
El 12 de abril de 2014, jugando en los juveniles, lo subieron al primer equipo debutando contra Las Palmas sustituyendo a Aitor Fernández en el minuto 79, acabando el partido 2-1 en contra del Hércules. Participó en dos partidos esa temporada, que acabó descendiendo el Hércules en última posición.
El 7 de agosto de 2014 ficha por el RCD Espanyol "B". Al acabar la temporada ceden al futbolista a la UE Cornellà, al finalizar su cesión en enero del 2016, ficha por el Real Murcia Imperial.